# Андръскогин (окръг, Мейн)
Окръг Андръскогин (на английски: Androscoggin County) е окръг в щата Мейн, Съединени американски щати. Площта му е 1287 km², а населението – 107 319 души (2016). Административен център е град Обърн.